# محمود صامطي
محمود صامطي لاعب كرة قدم سعودي ، يلعب مدافع .
لعب سابقاً في نادي جدة ونادي الانتصار.